# Искандаров, Ильяс Фархадович
Илья́с Фарха́дович Исканда́ров (род. 20 октября 1965) — российский дипломат. Чрезвычайный и полномочный посол (2023).

## Биография
Окончил Московский государственный институт международных отношений МИД СССР (МГИМО) (1991). Владеет английским, арабским, французским языками и ивритом. На дипломатической работе с 1991 года.
В 2006—2011 годах — советник-посланник Посольства России в Тунисе.
В 2011—2014 годах — начальник отдела в Департаменте Ближнего Востока и Северной Африки МИД России.
В 2014—2020 годах — заместитель директора Департамента Африки МИД России.
С 17 августа 2020 по 16 января 2024 года — чрезвычайный и полномочный посол Российской Федерации в Габоне.
С 16 января 2024 года — чрезвычайный и полномочный посол Российской Федерации в Республике Конго.

## Дипломатический ранг
- Чрезвычайный и полномочный посланник 2 класса (22 ноября 2010)[4].
- Чрезвычайный и полномочный посланник 1 класса (8 июня 2020)[5].
- Чрезвычайный и полномочный посол (2 октября 2023)[6].